# Robert Grabow
Robert Karl Alexander Grabow (ur. 3 maja 1885 w Pyrzycach, zm. 2 maja 1945 w Rostocku) – niemiecki polityk, poseł na Sejm Republiki Litewskiej (1926–1927), burmistrz Kłajpedy (1919–1930) i Rostocku (1930–1935).

## Życiorys
Studiował w Berlinie. Stopień doktora nauk prawnych uzyskał na Uniwersytecie w Greifswaldzie. Podczas I wojny światowej zmobilizowany do armii. W 1918 zatrudniony w administracji miejskiej Szczecina. W latach 1919–1930 pełnił obowiązki burmistrza Kłajpedy. W 1919 sprawował mandat radnego landtagu w Królewcu, pracował też jako burmistrz Kłajpedy. W latach 1926–1929 sprawował funkcję szefa Rady Gospodarczej Okręgu Kłajpedy. W 1926 uzyskał mandat posła na Sejm Republiki Litewskiej z okręgu Kłajpedy z listy Partii Ludowej (Volkspartei). Zasiadł we frakcji Niemców i Kłajpedzian.
W latach 30. wyjechał do Rostocku, gdzie od 1930 do 1935 pełnił obowiązki burmistrza jako reprezentant DNVP. Zmuszony do dymisji przez NSDAP zachował posadę w Urzędzie Miejskim. W obliczu wkraczających do Meklemburgii wojsk sowieckich w 1945 wraz z żoną popełnił samobójstwo.